# 三浦和尚
三浦 和尚（みうら かずなお、1952年 - ）は、日本の教育学者。専門は国語教育学。元愛媛大学教育学部教授、元愛媛大学教育学部長・大学院教育学研究科長。元愛媛大学教育学部附属幼稚園園長、元愛媛大学教育学部附属小学校校長。

## 略歴
1952年広島県広島市で生まれる。1974年広島大学教育学部高等学校教員養成課程卒業。1974年広島大学附属福山中学校・高等学校教諭（-1983年）、1991年広島大学附属中学校・高等学校教諭を経て、1991年愛媛大学教育学部助教授。1996年同教授。1997年愛媛大学教育学部附属幼稚園園長（-2001年）、2002年愛媛大学教育学部附属小学校校長（-2007年）、2012年愛媛大学教育学部学部長（-2016年）。2015年愛媛大学副学長。

## 学会活動等
- 2000年-2002年 日本国語教育学会 理事
- 2005年 全国大学国語教育学会 理事

## 著書
- 『高等学校国語科学習指導研究』(溪水社)
- 『中学 校国語科学習指導の展開』(三省堂)
- 『「話す・聞く」の実践学』(三省堂)
- 『「読む」ことの再構築』(三省堂)
- 『国語教室の実践知』(三省堂)
- 『朝倉 国語教育講座』(朝倉書店)